# Joseph Lippens
Le lieutenant Joseph-François Lippens est un officier de l’armée belge né à Bruxelles (Belgique) le 10 octobre 1855 et mort à Kasongo (État indépendant du Congo, aujourd’hui République démocratique du Congo) le 1er décembre 1892. Il participa à ce qu'on a appelé la lutte antiesclavagiste.

## Biographie
Après des humanités à l’Athénée royal de Bruxelles, il entre comme volontaire au 2e régiment d’artillerie, le 17 octobre 1870. Il est promu officier le 2 janvier 1872. Le 26 mars 1874, il est affecté au 1er régiment d’artillerie comme maréchal des logis en chef. Sous-lieutenant, il entre à la Compagnie du train le 25 juin 1881.
Afin de rallier, en qualité de Lieutenant, l’État indépendant du Congo, alors propriété de Léopold II, roi des Belges, il s’embarque, le 2 février 1887, sur le steamer La Lys. À son arrivée à Boma, il est nommé adjoint au transport du Ville de Bruxelles à Léopoldville. Le 10 novembre il entre au service du commandant du territoire de Bangala et, un an plus tard, il est nommé commissaire de district de 2e classe. À la fin de son terme, il s’embarque sur l’Élise le 5 février 1890 et rentre en Belgique.
À la fin de son congé, il repart, le 3 septembre 1890, sur le Lulu Bohlen. 
En qualité de commissaire de district, il devait se rendre dans la zone arabe, mais la dysenterie le contraint à s’arrêter à Léopoldville. Après avoir repris la route, il subit une rechute grave et n’arrive à Kasongo, où il est nommé résident, que très affaibli. Il est ensuite victime de la variole, d’une affection de poitrine et d’une nouvelle crise de dysenterie compliquée d’hépatite.
Au début de 1892, alors qu'il se trouve à Bena Kamba, le sergent Henri De Bruyne lui est adjoint. Une solide amitié lie aussitôt les deux hommes. Mais le 6 octobre, il fait part à Scheerlinck et à Hinde, émissaire de la Société antiesclavagiste belge, qui se trouvent sur la rive gauche du Lomami, à hauteur de Kolomoni, de sa mauvaise santé et des exigences du sultan de Kasongo, Sefu bin Hamid, fils de Tippo-Tip, et ennemi juré des Blancs, dont il se dit l'otage. Il précise que le sultan, accompagné de 10 000 soldats armés de fusils et de sabres, a quitté Kasongo pour Ikere, sur la rive droite du Lomami, et qu'il compte traverser la rivière et attaquer les forces de l'État si on ne lui livre pas Gongo Lutete qui lui a fait défection au profit de l'État et si l'on n'évacue pas le territoire qu'il considère comme lui appartenant.
Dès réception de la lettre, le 22 octobre, Scheerlinck et Hinde se rendent jusqu'au Lomami pour y devancer les Arabes. Ils y arrivent le 26 alors que les troupes de Sefu étaient prêtes pour la traversée. Par une nouvelle lettre datée du 29 octobre et signée par le sergent De Bruyne, celui-ci conseille de ne pas engager le combat mais de tenter de négocier.
Le 14 novembre, De Bruyne fait savoir qu'il a obtenu de Sefu d'être envoyé en émissaire au bord de la rivière pour parlementer avec Scheerlinck et lui transmettre les propositions du chef arabe, à savoir la visite au sultan de Scheerling lui-même, sans armes et presque sans escorte, afin de régler le différend. De la rive gauche, craignant un guet-apens, il refuse de se rendre lui-même sans armes et presque sans escorte auprès du sultan et conseille à De Bruyn, resté sur la rive droite, de s'enfuir en le rejoignant à la nage. Mais le sergent refuse, ne voulant pas abandonner son chef et ami qui serait tué par représailles.
Les jours suivants, les troupes de Dhanis battent celles de Sefu. Une partie de celles-ci retourne à Kasongo et, par vengeance tuent les deux Blancs. Leurs mains sont coupées et envoyées à Sefu alors à Mohara. Lorsqu'il revient à Kasongo deux jours plus tard, il ordonne de les enterrer devant leur résidence et de recouvrir leur tombe d'un tertre.
Le 17 avril 1893, quand les troupes victorieuses de Dhanis s'emparent de Kasongo, il fait rendre les honneurs aux dépouilles et fait procéder à une inhumation solennelle.
À Blankenberghe, un monument érigé au bord de la mer commémore le martyre des deux hommes. En partie détruit pendant la Première Guerre mondiale, il fut réédifié en 1921.

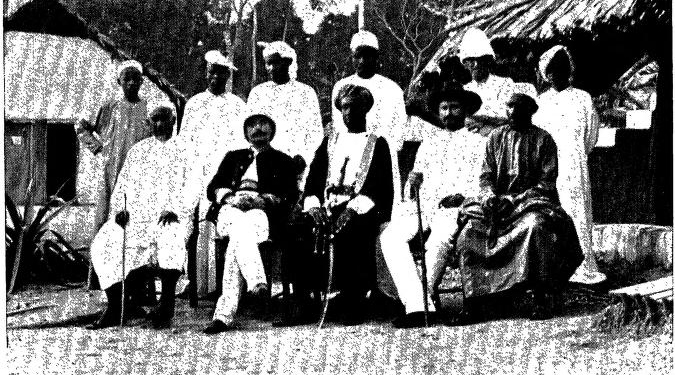
Sefu en compagnie de Lippens et De Bruyn.